# Korveta klase Gawron
Klasa Gawron ili Projekt 621 bila je planirana klasa višenamjenskih korveta koju je naručila Poljska mornarica. Klasa Gawron bila je varijanta projekta MEKO A-100 koji je razvilo brodogradilište Blohm + Voss u Njemačkoj. Gradnja prvog broda klase započela je 2001. godine. Projekt je prekinut u veljači 2012. ali je u listopadu 2013. potpisan ugovor da se postojeći trup dovrši kao ophodni brod do 2016. Dana 2. srpnja 2015., ORP Ślązak je kršten i porinut, a 28. studenoga 2019. ORP Ślązak je službeno uvršten u sastav Poljske mornarice.
Ugovor o izgradnji sedam višenamjenskih korveta projekta 621 potpisan je 27. studenoga 2001. godine. Odlučeno je koristiti gotov dizajn njemačkih brodova Meko A-100 pa je za njih kupljena licenca. Kobilica je položena 28. studenoga 2001. godine. Međutim, zbog ograničenja Ministarstva nacionalne obrane za program serije Gawron na samo jednu jedinicu u prosincu 2002. i značajnog smanjenja financiranja izgradnje prototipa broda, gradnja prvog broda u seriji naišla je na financijske poteškoće. Stoga se gradnja broda nije mogla nastaviti pravodobno. Dana 26. lipnja 2003. potpisan je aneks prvotnog ugovora iz 2001. kojim se odustalo od opcije za još šest brodova, što je značilo da je narudžba bila ograničena na samo jedno plovilo. Nedostatak napretka u izgradnji zbog nedovoljnog financiranja rezultirao je činjenicom da je u veljači 2012. premijer odlučio zatvoriti program korvete Gawron u cijelosti i prodati nedovršeni prototip. Iste godine donesene su odluke o izgradnji ophodne jedinice ograničenih borbenih sposobnosti na temelju trupa broda. Prototip jedinice porinut je kao ophodni brod 2015. godine, s oznakom projekta 621M. Naziv plovila promijenjen je iz Gawron u Ślązak.
U vrijeme otkazivanja, trup prvog broda bio je većim dijelom dovršen po cijeni od 402 milijuna PLN (~130 milijuna USD), ali njegovo opremanje koštalo bi dodatnih 1 milijardu PLN (~320 milijuna USD). Jedan postojeći trup Gawron bio je dovršen bez glavnog naoružanja kao teški ophodni brod po cijeni od 100 milijuna PLN.